# Valentín Gama y Cruz
Valentín Gama y Cruz (* 21. Januar 1868 in San Luis Potosí; † 1942) war ein mexikanischer Geographieingenieur und dritter Rektor der Universidad Nacional de México (UNM).

## Biografie
Nach dem Gama die Ausbildung am Instituto Científico y Literario absolvierte, studierte er an der Escuela Nacional de Ingenieros, an der er später zwei Perioden lang Direktor war. Er graduierte 1891 und erhielt 1910 den Doktortitel der neu gegründeten UNM. Während der mexikanischen Revolution übernahm er am 11. September 1914 das Amt als Rektor der UNM, nachdem Ezequiel Adeodato Chávez seinen Rücktritt eingereicht hatte. Während der Anwesenheit der konventionellen Kräfte in Mexiko-Stadt war die UNM offiziell vom 4. Dezember 1914 bis zum 28. April des darauf folgenden Jahres rektorenlos und Gama konnte erst ab dem 28. April bis zum 29. Juni 1915 sein Amt wieder ausüben.